# سرو لا لونا
سرو لا لونا (به اسپانیایی: Cerro La Luna) یک کوه در ونزوئلا است که در ایالت بولیوار واقع شده‌است. سرو لا لونا ۱٬۶۵۰ متر بالاتر از سطح دریا واقع شده‌است.